# Hans von Raumer (Politiker, 1820)

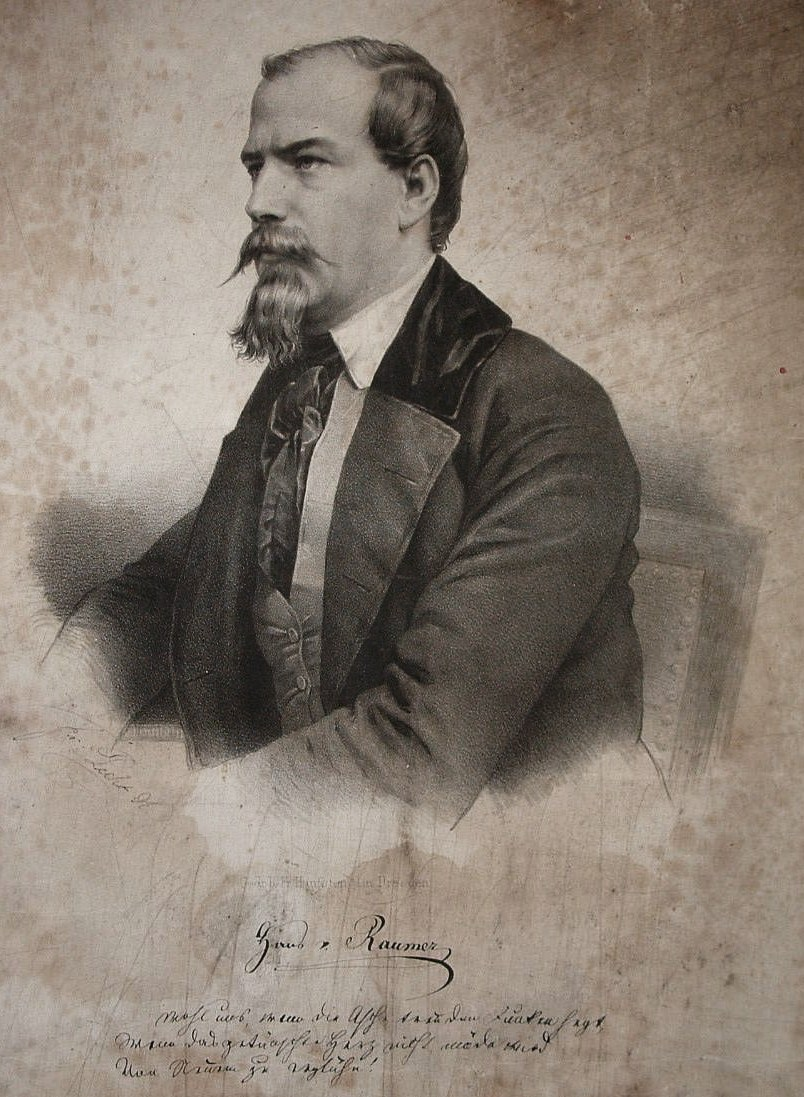
Hans von Raumer

Hans von Raumer (* 13. Oktober 1820 in Giebichenstein bei Halle; † 27. März 1851 in Erlangen) war ein deutscher Politiker.

## Leben und Wirken
Von Raumer war der Sohn des Geologen, Geographen und Pädagogen Karl Georg von Raumer und der Friederike Reichart (1790–1869), Tochter des Komponisten Johann Friedrich Reichardt, sowie Bruder des Sprachwissenschaftlers Rudolf von Raumer. Er studierte in den Jahren 1837 bis 1841 zunächst Bergbauwesen sowie anschließend Rechtswissenschaften an den Universitäten in München, Berlin und Erlangen, wo er auch seine Examen ablegte.  Dort wurde er Mitglied und Sprecher der Burschenschaft der Bubenreuther, der er nach Jahren der politischen Verfolgung zu neuer Stärke verhalf. Von 1844 bis 1848 war er Rechtsrat in Dinkelsbühl, bevor er 1848 in die Frankfurter Nationalversammlung gewählt wurde. Dort war er der jüngste Abgeordnete. Er war befreundet mit Schlegel, Ernst Moritz Arndt und Clemens Brentano.
Im Jahre 1848 wurde Raumer zum rechtskundigen Magistrat von Dinkelsbühl sowie 1848 als Abgeordneter in die Frankfurter Nationalversammlung gewählt, womit er dort der Jüngste des Parlaments war, und er gehörte 1849 auch dem Gothaer Nachparlament an. Darüber hinaus engagierte er sich als Mitbegründer und Vorsitzender des Dinkelsbühler Turnvereins, ließ Sportstätten für Lateinschüler und Eleven der höheren Volksschulklassen errichten und gründete eine Bürgergesellschaft. Geprägt durch die musikalische Vorbildung in seiner Familie trat er bereits 1844 zunächst dem Regensburger und später dem Dinkelsbühler Gesangsverein bei und nahm mit diesem 1845 am Würzburger Sängerfest teil.
Angeregt durch die Freundschaft mit dem Schleswig-holsteinischen Pfarrer Heinrich Hansen, den er bereits während seines Studiums und in der Burschenschaft kennengelernt und der seine jüngere Schwester Anna geheiratet hatte, engagierte sich Raumer zunehmend für die Schleswig-Holstein-Frage. Dabei ging es um die nationale Zugehörigkeit des Herzogtums Schleswig, welche auch ein Hauptthema der Frankfurter Nationalversammlung war. So ging auf Raumers Initiative hin am 29. August 1846 ein öffentliches Solidaritätsschreiben der Städte Dinkelsbühl, Feuchtwangen und Wassertrüdingen an König Ludwig I. von Bayern mit der Bitte, Schleswig, welches auch von den Dänen beansprucht wurde, in den Deutschen Bund aufzunehmen. Mit Genehmigung des Königs organisierte von Raumer daraufhin unter anderem lokale und überregionale Bürgerversammlungen, rief zu Freikorps auf, veröffentlichte am 21. November 1848 in Frankfurt seinen schriftlichen Appell: „Zuruf an die deutschen Männer in meiner fränkischen Heimat“ und gründete einen so genannten „Beseler-Fonds“, dessen Ertrag dem Itzehoer Abgeordneten Wilhelm Beseler, den Raumer auf der Frankfurter Nationalversammlung kennen- und schätzen gelernt hatte, zur finanziellen Unterstützung der Schleswig-Holsteinischen Belange übergeben wurde. Enttäuscht von der Auflösung der Frankfurter Nationalversammlung, aber auch frustriert von dem plötzlichen Tod im Jahre 1848 sowohl seiner Frau Thekla von Brand, die er erst 1846 geheiratet hatte, als auch der erst einjährigen Tochter Sophie, setzte er fortan andere Schwerpunkte. Sein Engagement für Schleswig-Holstein ging nun so weit, dass er sich von 1849 bis 1851 als Kriegsfreiwilliger im Rang eines Leutnants und Adjutanten der Generäle Karl Wilhelm von Willisen und Ulrich von der Horst zum Schleswig-Holsteinischen Krieg meldete. Während dieses Krieges, der mit einer Niederlage endete, erkrankte Raumer an Typhus und verstarb am 27. März 1851 im Alter von nur 31 Jahren im elterlichen Haus in Erlangen.

## Ehrungen
Die Große Kreisstadt Dinkelsbühl benannte ihre neue Hauptschule im Jahr 2005 sowie bereits zuvor eine Straße nach Hans von Raumer.